# Minosia simeonica
Minosia simeonica är en spindelart som beskrevs av Levy 1995. Minosia simeonica ingår i släktet Minosia och familjen plattbuksspindlar.
Artens utbredningsområde är Israel. Inga underarter finns listade i Catalogue of Life.